# Torre Dorada

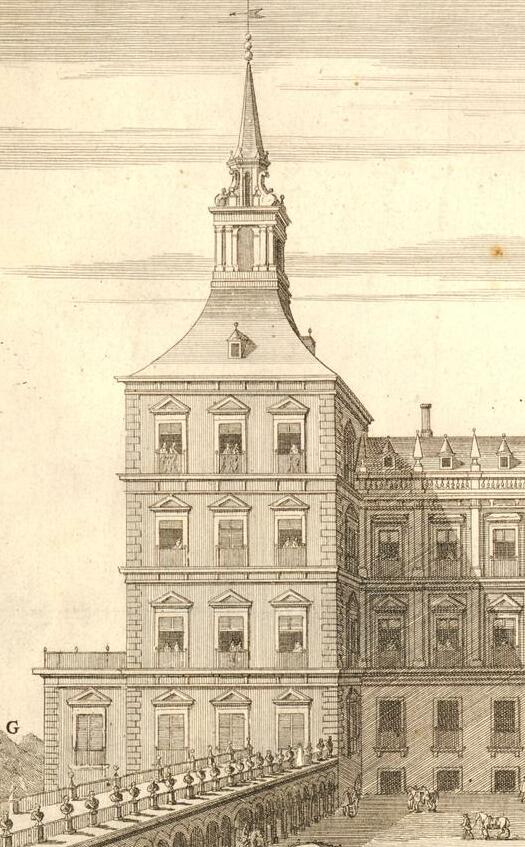
La Torre, desde el sur, en un detalle de un grabado realizado según dibujo de Filippo Pallota (1704)

La Torre Dorada (también conocida como Torre nueva o Torre del Despacho) fue una estructura integrada en el Alcázar de Madrid, en su ángulo suroeste, conocida por su importancia artística.

## Historia
La construcción de la torre tuvo su origen en el advenimiento al trono de Felipe II y en su voluntad de continuar las reformas emprendidas por su padre, Carlos I en el alcázar madrileño.
Hacia febrero de 1559, Felipe II escribe una carta al arquitecto Gaspar de Vega desde Bruselas en que se incluye la orden de estudiar una nueva fachada. Posteriormente, este monarca plantea la posibilidad de realizar una torre en la zona sur de las habitaciones destinadas a cuarto del Rey.
La autoría de las trazas ha sido atribuida a distintos arquitectos por diversos historiadores del arte:
- A Juan Bautista de Toledo la atribuye Martín González y Ribera Blanco.
- A Juan de Vergara y otros flamencos la atribuye Véronique Gerard.
- A Gaspar de Vega, es atribuida por José Manuel Barbeito.

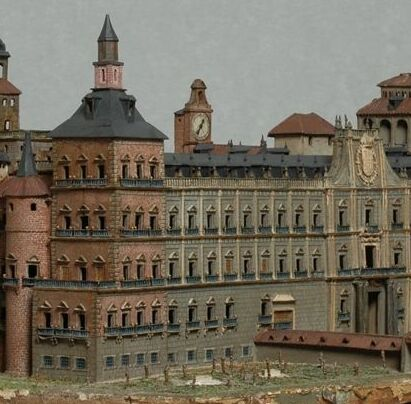
La Torre a la izquierda de la imagen (Maqueta del Alcázar de Madrid)

Hacia finales de la década de 1560 debían estar completadas las obras exteriores de la Torre, siendo finalizado el capitel en 1569. A principios del verano de 1586 su capitel sufre un incendio y es reconstruido.
En la construcción de la torre va a primar la comodidad para el monarca, más que continuar con el estilo utilizado en el resto del Alcázar. El aspecto y estructura de la torre acabarían siendo determinantes para la posterior configuración de la fachada sur del Alcázar que plantearía Juan Gómez de Mora en el primer tercio del siglo XVII.

## Descripción
La torre estaba situada en el ángulo suroeste del alcázar. Se trataba de una estructura de planta cuadrada y cuatro alturas. Se coronaba por un capitel de dos cuerpos. El nombre de la torre se derivaba del dorado aplicado en su veleta y la decoración de sus balcones.

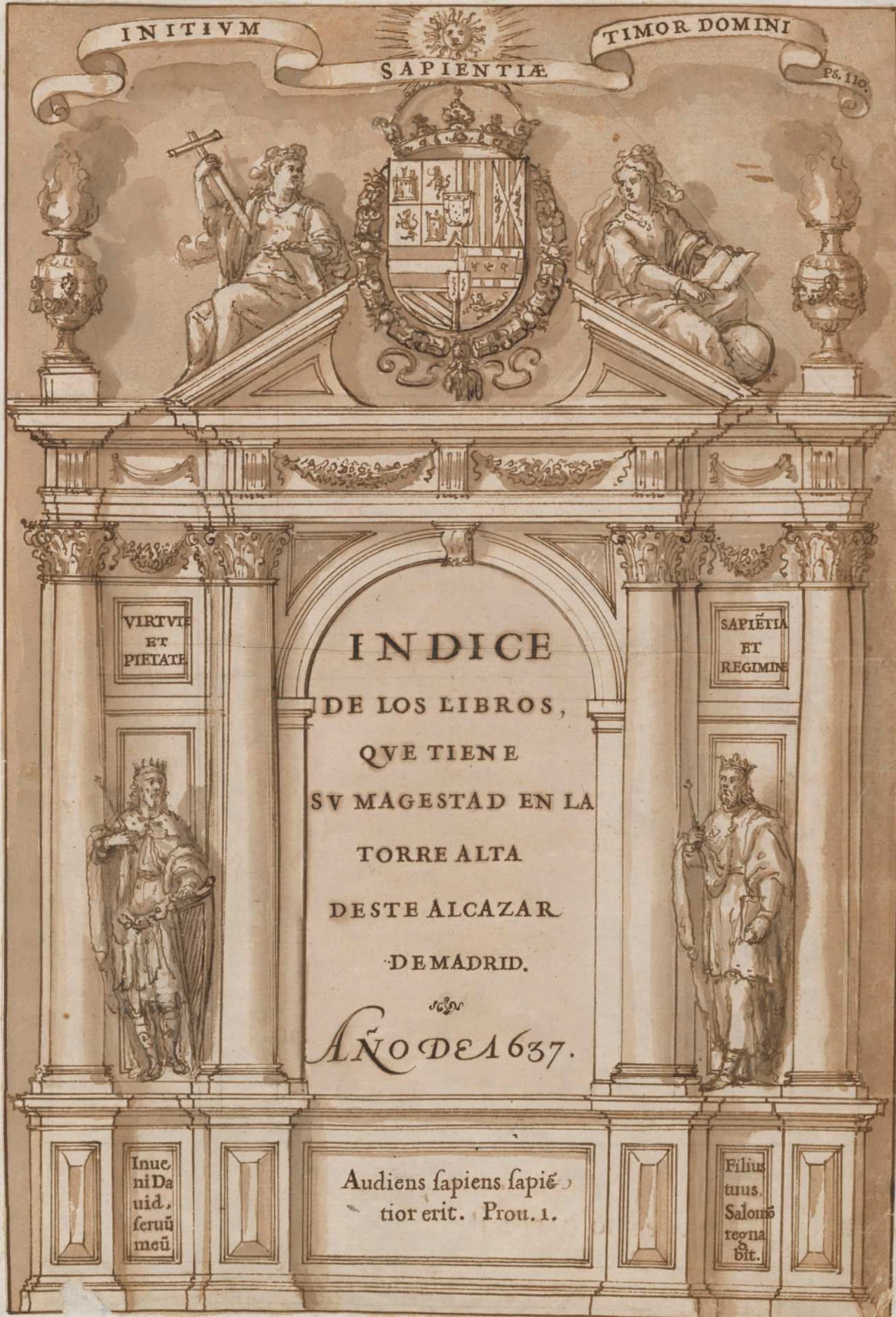
Portada del Índice de la biblioteca que se situaba en el piso alto de la Torre.

La torre contaba con unas importantes vistas al Campo del Moro, la Casa de Campo y la sierra madrileña, en su lado occidental; así como a la plaza del Alcázar, al sur.

En su interior, en el piso principal, contenía el despacho del monarca (una pequeña habitación que se usó primero como alcobilla y después como oratorio) y en el piso inmediatamente superior, su biblioteca. La pieza de despacho fue definida por Vicente Carducho en sus Diálogos de la pintura:
pieza Real de singular traza y adorno que la pintó al fresco bóvedas, y paredes hada el suelo el mismo [Gaspar] Bezerra, adornándola de estuques y oro, que todo publica majestad, e ingenio.
Posteriormente, el despacho contaba con dieciséis mapas de los distintos territorios de la monarquía hispánica realizados por Pedro Teixeira.
Además del despacho, el piso principal de la torre contaba con un pequeño oratorio, según se representa en el Plano de Gómez de Mora. La biblioteca de la Torre llegó a contar con alrededor de 2.200 libros. El humanista Francisco de Rioja llegaría a ser bibliotecario de esta y componer su Índice en 1637, conservado en la Biblioteca Nacional de España. La biblioteca estaba ricamente decorada y contaba en su entrada con el mote: Animi medicamentum, que atribuyó Diodoro Sículo a la biblioteca de un rey egipcio. Entre 1666 y 1686 albergó el Modelo de la Fuente de los Cuatro Ríos, obra en miniatura de la de Bernini.
Hacia 1626, según se recoge en el Plano de Gómez de Mora del piso bajo, la estancia de esta altura correspondiente a la Torre Dorada era el vestidero y tocador de la hermana de Felipe IV: María, entonces reina consorte de Hungría, bajo el número 26. Así mismo bajo la terraza saliente del piso principal (en paralelo a los dos huecos más al sur del flanco oeste) se disponía un escritorio, representado en el plano citado bajo el número 30.
A los pies del lado sur de la torre se disponía un jardín privado para el monarca, conocido como Jardín de los emperadores. Este nombre le era dado por las veinticinco estatuas de emperadores romanos que lo decoraban. Este jardín desaparecería por la ampliación de la plaza en 1674.

### Individuales
1. ↑  Esetena, Publicado por. «La Torre Dorada». Consultado el 28 de junio de 2023.
2. ↑  Estepa Gómez, 2015, p. 251.
3. ↑  Orson, 1986, p. 13.
4. ↑  Carducho, Vicente (1633). «Dialogo octavo, de lo practico del arte , con sus materiales voces, y términos , principios de fisonomía, y simetría, y la estimación, y estado que hoy tiene en la corte de España». Dialogos de la pintura : su defensa, origen, esse[n]cia, definicion, modos y diferencias ... Madrid: En Madrid : impresso ... por Frco. Martinez. p. 154. Consultado el 29 de junio de 2023.
5. ↑  Álvarez, Mari-Tere (2020). Moon Shot: From Renaissance Imagination to Modern Reality. Science, Art, Invention (1 edición). University of California Press. pp. 9-18. ISBN 978-0-520-29698-5. Consultado el 29 de junio de 2023.
6. ↑  Institutano-del-92 (18 de febrero de 2017). «Bibliotecas y mi colección de libros : 402.-La Biblioteca de la Torre Alta del Alcázar de Madrid (Biblioteca del rey Felipe IV de España) a». Bibliotecas y mi colección de libros. Consultado el 29 de junio de 2023.
7. ↑  Rioja, Francisco de (1637). Índice de los libros que tiene Su Majestad en la Torre Alta deste Alcázar de Madrid. Manuscrito.
8. ↑  Bouza, Fernando (2005). El libro y el cetro: la biblioteca de Felipe IV en la Torre Alta del Alcázar de Madrid. ISBN 978-84-933504-8-2. Consultado el 29 de junio de 2023.
9. ↑  Rodríguez Ruiz, Delfín (2003). «Sobre el modelo de bronce de la Fontana dei Quattro Fiumi de Gian Lorenzo Bernini conservada en el Palacio Real de Madrid». Reales Sitios: Revista del Patrimonio Nacional (155): 26-41. ISSN 0486-0993. Consultado el 21 de abril de 2024.
10. ↑  Iñiguez Almech, 1952, p. 86.
11. ↑  Barbeito Díez, 1992, p. 146.
12. ↑  Orson, 1986, p. 14.
13. ↑  Ariza Muñoz, Carmen (2001). «Jardines que la Comunidad de Madrid ha perdido». Espacio, tiempo y forma. Serie VII, Historia del arte (14): 269-290. ISSN 1130-4715. Consultado el 29 de junio de 2023.